# S/S Otto Petersen
S/S Otto Petersen var et dansk dampskib bygget i 1930 på Helsingør Jernskibs- og maskinbyggeri (Helsingør Værft). Tons Dw: 4965. Int. radiokode OXXE. Solgt til Haverbeck & Skalweit i Chile 1954. Ophugget i Chile mellem 1969-1971. 
Fragtskibet blev bestilt af rederiet Vendila, som ét ud af 3 søsterskibe. De to andre blev døbt S/S E. M. Dalgas & S/S P. N. Damm. Skibet blev sat ind på trampfart mellem Nordamerika, Canada, Cuba, Mexico, Vestafrika, Europa, og de skandinaviske lande indtil det blev solgt. Fra første rejse fik kaptajn Knud Valdemar Goth kommandoen over skibet og var kaptajn i alle 24 år indtil salget til Chile. S/S Otto Petersen var en klassisk konstrueret tre-ø's fragtdamper med tre overbygninger og 5 lasteluger. Længde 105 meter, bredde 14 meter. Besætning ca 28 mand. Skibet blev 12. januar 1945 minesprængt i Drammen, Norge, under hjemrejse til Danmark. Eksplosionen løftede skibet op og brækkede over midtskibs. Kølen og konstruktionen holdt skibet sammen og kaptajn Goth fik sat skibet på grund, så det ikke sank i sejlrenden. Donkeymand Tuppit omkom under minesprægningen. Skibet blev i slutningen af året bugseret til Nakskov Værft af bjærgningsfartøjet Garm. På Nakskov væft blev skibet hovedrepareret og fik yderligere 8 år i drift.